# Scudo sardo
Lo scudo sardo è stato la valuta in circolazione in Sardegna dalla sua annessione al Ducato di Savoia fino al 1816. Contemporaneamente in Piemonte era in uso lo scudo piemontese.

## Storia
Era suddiviso in 2½ lire, ognuna a sua volta suddivisa in 4 reali o 20 soldi o 120 cagliaresi o 240 denari. I multipli erano la doppietta d'oro da due scudi ed il carlino sardo d'oro da 10 scudi o 25 lire. La Regia patente del 6 agosto 1816 introdusse in tutto il regno il sistema decimale e quindi lo scudo sardo e quello piemontese vennero sostituiti dalla lira sarda da 5 grammi di argento a 900/1000.

## Monete
Lo scudo da 10 reali pesava 23,58 g di argento all'895/1000; furono coniate monete da ¼, ½ e 1 scudo. Come divisionali nel XVIII secolo furono coniate dai Savoia monete da 1 e 3 cagliaresi in rame; in mistura erano coniate le monete da 1 soldo (2,235 g di mistura d'argento al 146/1000) e quelle da ½ reale (da 2,73 g di mistura d'argento al 292/1000) e da 1 reale (3,28 g di mistura d'argento al 500/1000). In oro 891/1000 furono battuti i multipli da 1 doppietta (3,21 g), il ½ e 1 carlino (8 g e 16 g rispettivamente) da 5 doppiette o 10 scudi.